# Roiate
Roiate è un comune italiano di 640 abitanti della città metropolitana di Roma Capitale nel Lazio.

## Geografia fisica

### Territorio

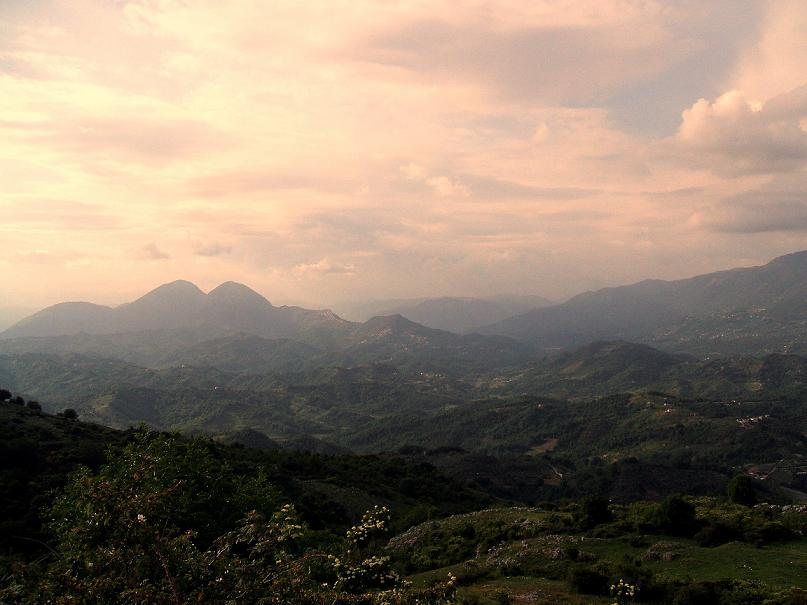
Mammelle d'Italia e valle dell'Aniene (vista da Santa Maria della Serra)

Si erge sulle pendici occidentali del Monte Scalambra, ultima propaggine della catena montuosa dei monti Ernici, a 697 metri sul livello del mare.
Posto sulle colline dove corre lo spartiacque del Sacco e dell'Aniene, offre tra i panorami più suggestivi del centro Lazio.

### Clima
- Classificazione climatica: zona E, 2430 GR/G

## Storia
Si ritiene che fosse abitata prima della fondazione di Roma e che fosse una base degli Equi per le spedizioni contro i Romani. Il suo territorio montano offriva una discreta e unica visibilità sulla piana latina verso sud e sul territorio delle popolazioni erniche. Numerosi sono i resti di insediamenti montani e mura poligonali dell'età del ferro riferibili al controllo dei percorsi montani legati alla transumanza.
L'attuale abitato, agglomerato nella tipica forma di incastellamento, risente della povertà dei materiali locali utilizzati tanto da non conservare costruzioni degne di nota. Bellissimo l'intrico delle viuzze e delle piazzette  a corte chiusa.
L'intero paese antico visto dall'alto rivela l'originale struttura dell'incastellamento su uno sperone di arenaria a forma di prua navale posto a controllo della sella che fa comunicare la valle del Sacco e quella dell'Aniene e di una delle antiche vie naturali della transumanza da nord a sud.
Una pia tradizione vuole che qui su un masso, abbia lasciato un'impronta (lunga cm 170, larga 45 e profonda 40) san Benedetto da Norcia. Per custodire il masso contenente l'impronta del corpo del Santo, fu eretta una chiesa e più tardi un cenobio di monache.
Tale reliquia nei secoli ha interessato numerosi viaggiatori ed è stata riportata in molteplici testimonianze.
Il monastero di monache fu presto soppresso, ma la chiesa esistente ha continuato ad esistere per la tradizionale devozione del popolo roiatese. L'Impronta del Santo ha dato origine a una particolare tradizione legata a una "sudorazione" per secoli ricorrente e rara negli ultimi decenni, dalla quale evincere funesti presagi sul futuro dell'umanità (le più recenti in occasione delle guerre mondiali e più recentemente nel terremoto dell'Irpinia).
La cosiddetta "sudorazione" consiste nella formazione di una serie di gocce di liquido che nascono dall'Impronta e che si raccolgono ai piedi della pietra usata come giaciglio dal Santo. Nei secoli questo liquido è stato utilizzato nella medicina popolare come ultima risorsa per i moribondi.
Nel 313 Roiate entra a far parte della sede suburbicaria di Palestrina, dalla quale dipendeva per gli affari ecclesiastici, mentre per i diritti feudali soggiaceva all'abbazia di Subiaco, che esercitava la sua giurisdizione in campo civile ed amministrativo.
Nel 962 Roiate fu eretto libero comune, in seguito ai servizi resi all'imperatore Ottone I, e a questo periodo risalirebbe lo stemma del gonfalone comunale.
In data 11 gennaio 967, nel cosiddetto "Diploma di Ottone I" gran parte delle terre di Roiate furono confermate come beni dei monaci di Subiaco.
In tale documento appare come "domus culta" e casale sotto il nome di Luroiate, poiché tutta la contrada era denominata "Roia" per le numerose sorgenti ivi esistenti, tra le quali la fonte Roia: da questo toponimo risalirebbe una delle ipotesi sulla nascita del nome Roiate. Recentemente si ipotizza che il nome Roiate possa nascere dalla radice arcaica latina Rus (luogo d'acqua) e la desinenza longobarda ATE tipica dei toponimi legati ai luoghi occupati sin dal V secolo dai Longobardi, i quali sono penetrati in queste valli nella loro discesa verso il Sud Italia.
Nel 1174 Landolfo Raone, proveniente da un ramo dei conti Longobardi di Ceccano, occupò Roiate e Roccasecca con l'astuzia e la forza.
L'abate sublacense Simone dovette rivolgersi a papa Alessandro III, il quale scomunicò Raone, dopodiché con le armi lo costrinse a restituire i castelli, i quali furono donati in feudo ai monaci sublacensi.
Nel 1270 il borgo di Roiate e Roccasecca ebbero di nuovo una certa "libertà" sancita dai monaci con uno statuto, che stabiliva un'ampia autonomia comunale e una prima forma di rappresentatività nelle forme di governo per quanto riguardava la vita civile e amministrativa.
Nel 1435 Roiate prese parte, con il comune di Affile e Ponza (l'attuale Arcinazzo Romano), alla distruzione del castello di Roccasecca, che fu assediata e conquistata per fame.
Il borgo fu raso al suolo e gli abitanti deportati nei tre paesi vincitori. Sulla cima del colle dove sorgeva il castello sono visibili i resti dell'abitato e delle case rase al suolo. Da questo fatto storico nasce il detto locale: "Ponza, Afile e Rujate sò tre cagne arabbiate".
Per tutto il medioevo Roiate restò di fatto sotto il governo prima degli abati claustrali e curiali e poi sotto quello dei cardinali commendatari fino a quando, nel 1753, papa Benedetto XIV abolì il potere dei cardinali commendatari su Roiate e su altri 17 castelli e li pose sotto la Congregazione del buon governo.
La storia e le vicissitudini del paese hanno sofferto sempre di un certo isolamento economico e culturale dovuto alla condizione del territorio e all'assenza fino agli anni '60 di una viabilità soddisfacente. Questo ha permesso una conservazione del suo territorio boschivo e montano pressoché intatto e di tradizioni locali ancora presenti e vive.

## Monumenti e luoghi d'interesse

### Architetture religiose
- Chiesa parrocchiale di San Tommaso
- Chiesa di San Benedetto (con impronta del corpo del Santo lasciata su un masso di pietra)
- Santuario della Santissima Trinità
- Santuario della Madonna delle Grazie
- Resti delle chiese di San Salvatore, San Rocco, Santa Maria

## Società

### Evoluzione demografica
Abitanti censiti

### Etnie e minoranze straniere
Al 31 dicembre 2015 a Roiate risultano residenti 11 cittadini stranieri (1,49%).

### Tradizioni e folclore
- Sant'Antonio - 17 gennaio
- Madonna delle Grazie - seconda domenica di maggio
- Santissima Trinità - cade la domenica successiva alla Pentecoste
- Inchinata - 14 agosto
- Maria Santissima Assunta - 15 agosto
- San Rocco - 16 agosto (gnoccata in piazza)
- San Benedetto - IV domenica di agosto (fiaccolata benedettina)
- SS. Salvatore - 9 novembre

## Amministrazione
| Periodo        | Periodo | Primo cittadino  | Partito                           | Carica  | Note |
| -------------- | ------- | ---------------- | --------------------------------- | ------- | ---- |
| 26 giugno 2015 | 2020    | Proietti Antonio | Lista civica Progresso e sviluppo | Sindaco |      |

### Altre informazioni amministrative
- Fa parte della Comunità Montana dell'Aniene
- Fa parte dell'Unione dei Comuni Alta Valle del Sacco (Olevano Romano, Bellegra,  Rocca Santo Stefano e Roiate).